# Tupelče
Tupelče je manjša vas v Občini Komen.